# لهاة المثانة
لَهاة المَثانَة (باللاتينية: Uvula vesicae) هيَ ارتفاع صَغير دائِري في الغشاء المُخاطي المُتواجد مُباشرةً خَلف الفُتحة الإحليلية البَاطِنة، وَيحدث هذا الارتفاع نتيجةً لِبُروز فص البروستات الأوسط. غالباً ما يحدث تَضخم في اللهاة عندَ الإصابة بمرض ضخامة البروستات.